# Laerru
Laerru (sardinsky: Laèrru) je italská obec (comune) v provincii Sassari v regionu Sardinie. Nachází se ve výšce 165 metrů nad mořem a má 847 obyvatel. Rozloha obce je 19,85 km².